# Pistolet maszynowy Bechowiec
Bechowiec – polski pistolet maszynowy opracowany i produkowany przez Henryka Strąpocia i grupę osób z Ostrowca. Produkowany w warunkach konspiracyjnych, od lata 1943 do lipca 1944. Wyprodukowano ok. 11 szt. Pistolety były używane przez żołnierzy Batalionów Chłopskich, od których pochodzi skrót nazwy umieszczonej na broni.

## Opis konstrukcji
Bechowiec-1 posiadał zwartą konstrukcję, małe wymiary i korzystny rozkład mas. W jego konstrukcji zastosowano wiele rozwiązań dość wyrafinowanych w porównaniu z wcześniej produkowanymi pistoletami maszynowymi. Strzelał z zamka zamkniętego, co zwiększało celność ognia pojedynczego. Posiadał bezpiecznik skrzydełkowy, pełniący jednocześnie funkcję przełącznika rodzaju ognia. Pistolet maszynowy Bechowiec posiadał zamek zewnętrzny (podobnie jak w pistoletach samopowtarzalnych czy polskim pistolecie maszynowym PM-63 RAK). Zasada działania automatyki oparta była na odrzucie zamka swobodnego. Dostosowany do naboju pistoletowego 9 × 19 mm Parabellum, a kilka ostatnich egzemplarzy dostosowano do 7,62 × 25 mm naboju pistoletowego Tokariewa. Zasilanie z magazynków pudełkowych, dwurzędowych o pojemności 32 naboi.